# Raión de Romny
Raión de Romny (en ucraniano: Роменський район) es un raión o distrito de Ucrania en el óblast de Sumy. La capital es la ciudad de Romny.
Comprende una superficie de 3882,7 km².

## Demografía
Según estimación 2010 contaba con una población total de 36955 habitantes.

## Otros datos
El código KOATUU fue 5924100000. El código postal 42000 y el prefijo telefónico +380 5448.